# Boncourt (Meurthe-et-Moselle)
Boncourt é uma comuna francesa na região administrativa de Grande Leste, no departamento de Meurthe-et-Moselle. Estende-se por uma área de 6,73 km². Em 2010 a comuna tinha 175 habitantes (densidade: 26 hab./km²).

## Edifícios religiosos
Igreja Saint-Laurent, construída por volta do ano de 1836 para substituir a antiga capela.